# Carl Gustav von Sengbusch
Carl Gustav von Sengbusch (* 9. März 1843 in Riga; † 30. Mai 1924 ebenda) war ein deutsch-baltischer Fabrikant, Kunstsammler und Mäzen.

## Leben

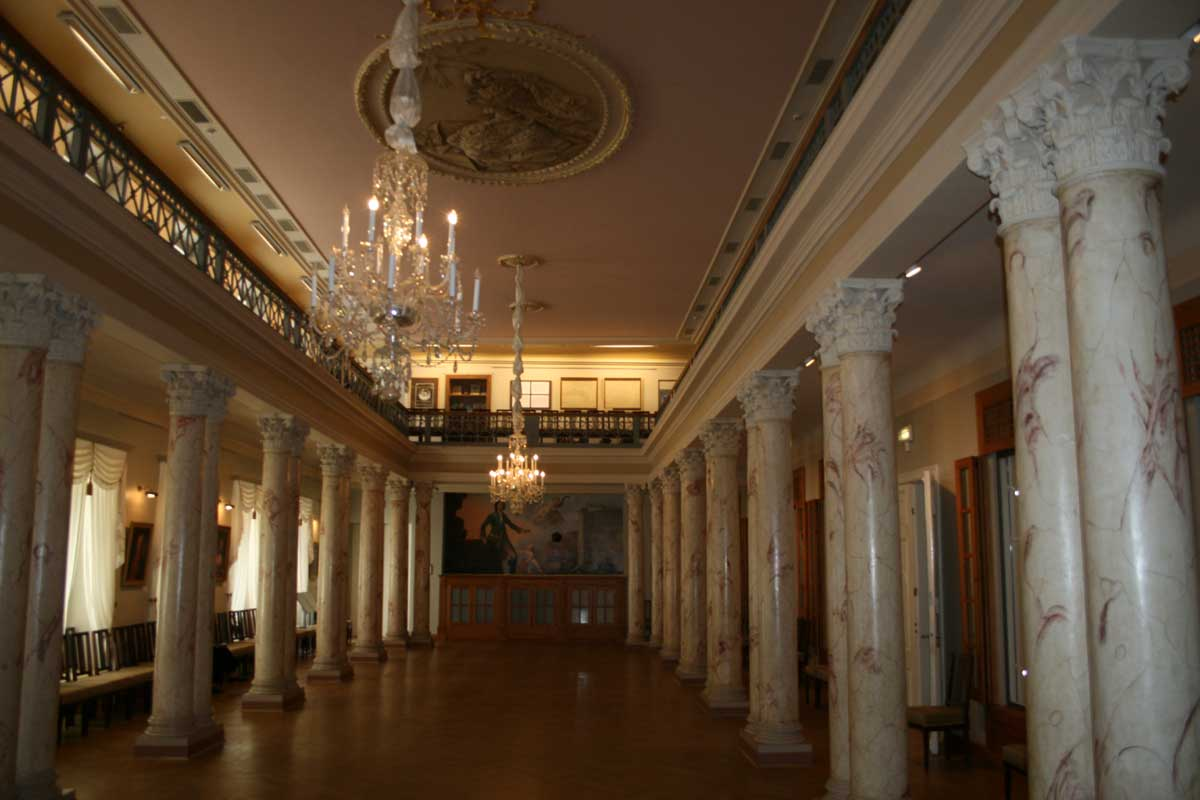
Säulenhalle des Dommuseums Riga

Carl Gustav von Sengbusch war Sohn des Kaufmanns Wilhelm von Sengbusch. Der Pastor Alexander von Sengbusch war sein Onkel. Carl Gustav von Sengbusch übernahm von seinem Vater die Korkenfabrik A. G. Sengbusch, deren Firma von seinem Großvater, dem Rigaer Bürgermeister Alexander Gottschalk von Sengbusch begründet worden war.
Carl Gustav von Sengbuschs Bedeutung liegt jedoch mehr im kulturhistorischen Kontext. Als Sammler und Mäzen machte er sich besonders um das Dommuseum in Riga verdient. Er war ab 1890 Mitglied des Museumsrats für die Waffen des Mittelalters. Der Ausstellungsraum der Waffensammlung des Dommuseums wurde nach ihm Carl Gustav von Sengbusch-Saal benannt. Auch das Empire-Zimmer und die Neuordnung der vorgeschichtlichen Sammlungen durch den Berliner Prähistoriker Max Ebert (1913/1914) wurden durch ihn gefördert. Sengbusch wurde 1913 mit einer Gedenktafel aus Marmor im Sitzungssaal des Museums geehrt. Sengbusch war 1901 bis 1924 Museumsinspektor in Riga und von 1890 bis 1924 einer der Direktoren der Gemäldegalerie in Riga.
Sein Vater Wilhelm von Sengbusch hatte von seinem Schwiegervater, dem Rigaer Kaufmann Friedrich Wilhelm Brederlo (1779–1862) eine große Kunstsammlung von über zweihundert Gemälden übertragen erhalten. Brederlohs Testament aus dem Jahr 1852 bestimmte, dass die Sammlung von seinen Töchtern in Verwaltung durch seinen Schwiegersohn Wilhelm von Sengbusch "in ihrem Bestande ungeteilt" und Riga verbunden bliebe, ansonsten sie der Stadt Riga anzudienen sei. Mit der Eröffnung des Kunstmuseums in Riga 1905 wurde die gesamte Sammlung von diesem als Dauerleihgabe der Familie von Sengbusch übernommen und war fortan ein zentraler Teil der Gemäldesammlungen dieses Museums (heute im Museum für ausländische Kunst (Riga)). Die Familie von Sengbusch wurde aus dem Baltikum 1940 aufgrund des Deutsch-Sowjetischen Grenz- und Freundschaftsvertrages vertrieben; bei ihrer Zwangsaussiedlung 1940 durfte sie sieben der Gemälde mitnehmen. Die restlichen Sammlungsstücke wurden anschließend von der Regierung unter Kārlis Ulmanis in lettisches Staatseigentum überführt.